# BMW G30
De BMW G30 is de codenaam voor de zevende generatie van het automodel 5-serie van autofabrikant BMW. De vervanger van de BMW F10 ging in het voorjaar 2017 in productie, te beginnen met de sedanuitvoering (G30). Medio 2017 volgde de Touring stationwagenuitvoering (G31).
De Gran Turismo van de vorige generatie maakt niet langer deel uit van de 5-serie maar is verhuisd naar de 6-serie.
In 2020 kreeg de G30 een facelift.

## Tijdlijn
| BMW-modellen van 1952 tot heden | BMW-modellen van 1952 tot heden | BMW-modellen van 1952 tot heden | BMW-modellen van 1952 tot heden | BMW-modellen van 1952 tot heden | BMW-modellen van 1952 tot heden | BMW-modellen van 1952 tot heden | BMW-modellen van 1952 tot heden | BMW-modellen van 1952 tot heden | BMW-modellen van 1952 tot heden | BMW-modellen van 1952 tot heden | BMW-modellen van 1952 tot heden | BMW-modellen van 1952 tot heden | BMW-modellen van 1952 tot heden | BMW-modellen van 1952 tot heden | BMW-modellen van 1952 tot heden | BMW-modellen van 1952 tot heden | BMW-modellen van 1952 tot heden | BMW-modellen van 1952 tot heden | BMW-modellen van 1952 tot heden | BMW-modellen van 1952 tot heden | BMW-modellen van 1952 tot heden | BMW-modellen van 1952 tot heden | BMW-modellen van 1952 tot heden | BMW-modellen van 1952 tot heden | BMW-modellen van 1952 tot heden | BMW-modellen van 1952 tot heden | BMW-modellen van 1952 tot heden | BMW-modellen van 1952 tot heden | BMW-modellen van 1952 tot heden | BMW-modellen van 1952 tot heden | BMW-modellen van 1952 tot heden | BMW-modellen van 1952 tot heden | BMW-modellen van 1952 tot heden | BMW-modellen van 1952 tot heden | BMW-modellen van 1952 tot heden | BMW-modellen van 1952 tot heden | BMW-modellen van 1952 tot heden | BMW-modellen van 1952 tot heden | BMW-modellen van 1952 tot heden | BMW-modellen van 1952 tot heden | BMW-modellen van 1952 tot heden | BMW-modellen van 1952 tot heden | BMW-modellen van 1952 tot heden | BMW-modellen van 1952 tot heden | BMW-modellen van 1952 tot heden | BMW-modellen van 1952 tot heden | BMW-modellen van 1952 tot heden | BMW-modellen van 1952 tot heden | BMW-modellen van 1952 tot heden | BMW-modellen van 1952 tot heden | BMW-modellen van 1952 tot heden | BMW-modellen van 1952 tot heden | BMW-modellen van 1952 tot heden | BMW-modellen van 1952 tot heden | BMW-modellen van 1952 tot heden | BMW-modellen van 1952 tot heden | BMW-modellen van 1952 tot heden | BMW-modellen van 1952 tot heden | BMW-modellen van 1952 tot heden | BMW-modellen van 1952 tot heden | BMW-modellen van 1952 tot heden | BMW-modellen van 1952 tot heden | BMW-modellen van 1952 tot heden | BMW-modellen van 1952 tot heden | BMW-modellen van 1952 tot heden | BMW-modellen van 1952 tot heden | BMW-modellen van 1952 tot heden | BMW-modellen van 1952 tot heden | BMW-modellen van 1952 tot heden | BMW-modellen van 1952 tot heden | BMW-modellen van 1952 tot heden | BMW-modellen van 1952 tot heden | BMW-modellen van 1952 tot heden | BMW-modellen van 1952 tot heden | BMW-modellen van 1952 tot heden | BMW-modellen van 1952 tot heden |
| ------------------------------- | ------------------------------- | ------------------------------- | ------------------------------- | ------------------------------- | ------------------------------- | ------------------------------- | ------------------------------- | ------------------------------- | ------------------------------- | ------------------------------- | ------------------------------- | ------------------------------- | ------------------------------- | ------------------------------- | ------------------------------- | ------------------------------- | ------------------------------- | ------------------------------- | ------------------------------- | ------------------------------- | ------------------------------- | ------------------------------- | ------------------------------- | ------------------------------- | ------------------------------- | ------------------------------- | ------------------------------- | ------------------------------- | ------------------------------- | ------------------------------- | ------------------------------- | ------------------------------- | ------------------------------- | ------------------------------- | ------------------------------- | ------------------------------- | ------------------------------- | ------------------------------- | ------------------------------- | ------------------------------- | ------------------------------- | ------------------------------- | ------------------------------- | ------------------------------- | ------------------------------- | ------------------------------- | ------------------------------- | ------------------------------- | ------------------------------- | ------------------------------- | ------------------------------- | ------------------------------- | ------------------------------- | ------------------------------- | ------------------------------- | ------------------------------- | ------------------------------- | ------------------------------- | ------------------------------- | ------------------------------- | ------------------------------- | ------------------------------- | ------------------------------- | ------------------------------- | ------------------------------- | ------------------------------- | ------------------------------- | ------------------------------- | ------------------------------- | ------------------------------- | ------------------------------- | ------------------------------- | ------------------------------- | ------------------------------- | ------------------------------- | ------------------------------- |
| Type                            | Serie                           | Jaren 50                        | Jaren 50                        | Jaren 50                        | Jaren 50                        | Jaren 50                        | Jaren 50                        | Jaren 50                        | Jaren 50                        | Jaren 60                        | Jaren 60                        | Jaren 60                        | Jaren 60                        | Jaren 60                        | Jaren 60                        | Jaren 60                        | Jaren 60                        | Jaren 60                        | Jaren 60                        | Jaren 70                        | Jaren 70                        | Jaren 70                        | Jaren 70                        | Jaren 70                        | Jaren 70                        | Jaren 70                        | Jaren 70                        | Jaren 70                        | Jaren 70                        | Jaren 80                        | Jaren 80                        | Jaren 80                        | Jaren 80                        | Jaren 80                        | Jaren 80                        | Jaren 80                        | Jaren 80                        | Jaren 80                        | Jaren 80                        | Jaren 90                        | Jaren 90                        | Jaren 90                        | Jaren 90                        | Jaren 90                        | Jaren 90                        | Jaren 90                        | Jaren 90                        | Jaren 90                        | Jaren 90                        | Jaren 00                        | Jaren 00                        | Jaren 00                        | Jaren 00                        | Jaren 00                        | Jaren 00                        | Jaren 00                        | Jaren 00                        | Jaren 00                        | Jaren 00                        | Jaren 10                        | Jaren 10                        | Jaren 10                        | Jaren 10                        | Jaren 10                        | Jaren 10                        | Jaren 10                        | Jaren 10                        | Jaren 10                        | Jaren 10                        | Jaren 20                        | Jaren 20                        | Jaren 20                        | Jaren 20                        | Jaren 20                        |                                 |                                 |
| Type                            | Serie                           | 2                               | 3                               | 4                               | 5                               | 6                               | 7                               | 8                               | 9                               | 0                               | 1                               | 2                               | 3                               | 4                               | 5                               | 6                               | 7                               | 8                               | 9                               | 0                               | 1                               | 2                               | 3                               | 4                               | 5                               | 6                               | 7                               | 8                               | 9                               | 0                               | 1                               | 2                               | 3                               | 4                               | 5                               | 6                               | 7                               | 8                               | 9                               | 0                               | 1                               | 2                               | 3                               | 4                               | 5                               | 6                               | 7                               | 8                               | 9                               | 0                               | 1                               | 2                               | 3                               | 4                               | 5                               | 6                               | 7                               | 8                               | 9                               | 0                               | 1                               | 2                               | 3                               | 4                               | 5                               | 6                               | 7                               | 8                               | 9                               | 0                               | 1                               | 2                               | 3                               | 4                               |                                 |                                 |
| Dwergauto                       | Iso                             |                                 |                                 |                                 | Isetta                          | Isetta                          | Isetta                          | Isetta                          | Isetta                          | Isetta                          | Isetta                          | Isetta                          |                                 |                                 |                                 |                                 |                                 |                                 |                                 |                                 |                                 |                                 |                                 |                                 |                                 |                                 |                                 |                                 |                                 |                                 |                                 |                                 |                                 |                                 |                                 |                                 |                                 |                                 |                                 |                                 |                                 |                                 |                                 |                                 |                                 |                                 |                                 |                                 |                                 |                                 |                                 |                                 |                                 |                                 |                                 |                                 |                                 |                                 |                                 |                                 |                                 |                                 |                                 |                                 |                                 |                                 |                                 |                                 |                                 |                                 |                                 |                                 |                                 |                                 |                                 |                                 |
| Miniklasse                      |                                 |                                 |                                 |                                 |                                 |                                 | 600                             | 600                             | 600                             |                                 |                                 |                                 |                                 |                                 |                                 |                                 |                                 |                                 |                                 |                                 |                                 |                                 |                                 |                                 |                                 |                                 |                                 |                                 |                                 |                                 |                                 |                                 |                                 |                                 |                                 |                                 |                                 |                                 |                                 |                                 |                                 |                                 |                                 |                                 |                                 |                                 |                                 |                                 |                                 |                                 |                                 |                                 |                                 |                                 |                                 |                                 |                                 |                                 |                                 |                                 |                                 |                                 |                                 |                                 |                                 |                                 |                                 |                                 |                                 |                                 |                                 |                                 |                                 |                                 |                                 |                                 |
| Compacte klasse                 |                                 |                                 |                                 |                                 |                                 |                                 |                                 |                                 | 700                             | 700                             | 700                             | 700                             | 700                             | 700                             | 700                             |                                 |                                 |                                 |                                 |                                 |                                 |                                 |                                 |                                 |                                 |                                 |                                 |                                 |                                 |                                 |                                 |                                 |                                 |                                 |                                 |                                 |                                 |                                 |                                 |                                 |                                 |                                 |                                 |                                 |                                 |                                 |                                 |                                 |                                 |                                 |                                 |                                 |                                 |                                 |                                 |                                 |                                 |                                 |                                 |                                 |                                 |                                 | i3 (I01)                        | i3 (I01)                        | i3 (I01)                        | i3 (I01)                        | i3 (I01)                        | i3 (I01)                        | i3 (I01)                        | i3 (I01)                        | i3 (I01)                        | i3 (I01)                        |                                 |                                 |                                 |                                 |
| Compacte middenklasse           | 1                               |                                 |                                 |                                 |                                 |                                 |                                 |                                 |                                 |                                 |                                 |                                 |                                 |                                 |                                 |                                 |                                 |                                 |                                 |                                 | 02 touring                      | 02 touring                      | 02 touring                      | 02 touring                      |                                 |                                 |                                 |                                 |                                 |                                 |                                 |                                 |                                 |                                 |                                 |                                 |                                 |                                 |                                 |                                 |                                 |                                 |                                 | E36 compact                     | E36 compact                     | E36 compact                     | E36 compact                     | E36 compact                     | E36 compact                     | E36 compact                     | E46 compact                     | E46 compact                     | E46 compact                     | E46 compact                     | E81/E82 /E87/E88                | E81/E82 /E87/E88                | E81/E82 /E87/E88                | E81/E82 /E87/E88                | E81/E82 /E87/E88                | E81/E82 /E87/E88                | E81/E82 /E87/E88                | F20/F21                         | F20/F21                         | F20/F21                         | F20/F21                         | F20/F21                         | F20/F21                         | F20/F21                         | F40                             | F40                             | F40                             | F40                             | F40                             | F40                             |                                 |                                 |
| Compacte middenklasse           | 2                               |                                 |                                 |                                 |                                 |                                 |                                 |                                 |                                 |                                 |                                 |                                 |                                 |                                 |                                 |                                 |                                 |                                 |                                 |                                 |                                 |                                 |                                 |                                 |                                 |                                 |                                 |                                 |                                 |                                 |                                 |                                 |                                 |                                 |                                 |                                 |                                 |                                 |                                 |                                 |                                 |                                 |                                 |                                 |                                 |                                 |                                 |                                 |                                 |                                 |                                 |                                 |                                 |                                 |                                 |                                 |                                 |                                 |                                 |                                 |                                 |                                 |                                 |                                 |                                 |                                 |                                 |                                 | F44                             | F44                             | F44                             | F44                             | F44                             | F44                             |                                 |                                 |
| Middenklasse                    | 3                               |                                 |                                 |                                 |                                 |                                 |                                 |                                 |                                 |                                 |                                 |                                 |                                 |                                 |                                 | 1602/1802/2002                  | 1602/1802/2002                  | 1602/1802/2002                  | 1602/1802/2002                  | 1602/1802/2002                  | 1602/1802/2002                  | 1602/1802/2002                  | 1602/1802/2002                  | 1602/1802/2002                  | E21                             | E21                             | E21                             | E21                             | E21                             | E21                             | E21                             | E21                             | E30                             | E30                             | E30                             | E30                             | E30                             | E30                             | E30                             | E30                             | E30                             | E36                             | E36                             | E36                             | E36                             | E36                             | E36                             | E36                             | E46                             | E46                             | E46                             | E46                             | E46                             | E46                             | E46                             | E90-E93                         | E90-E93                         | E90-E93                         | E90-E93                         | E90-E93                         | E90-E93                         | F30-F31                         | F30-F31                         | F30-F31                         | F30-F31                         | F30-F31                         | F30-F31                         | F30-F31                         | G20                             | G20                             | G20                             | G20                             | G20                             | G20                             |                                 |                                 |
| Middenklasse                    | 3 GT                            |                                 |                                 |                                 |                                 |                                 |                                 |                                 |                                 |                                 |                                 |                                 |                                 |                                 |                                 |                                 | 1600 GT                         | 1600 GT                         |                                 |                                 |                                 |                                 |                                 |                                 |                                 |                                 |                                 |                                 |                                 |                                 |                                 |                                 |                                 |                                 |                                 |                                 |                                 |                                 |                                 |                                 |                                 |                                 |                                 |                                 |                                 |                                 |                                 |                                 |                                 |                                 |                                 |                                 |                                 |                                 |                                 |                                 |                                 |                                 |                                 |                                 |                                 |                                 | F34                             | F34                             | F34                             | F34                             | F34                             | F34                             | F34                             | F34                             |                                 |                                 |                                 |                                 |                                 |                                 |
| Hogere Middenklasse             | 5                               |                                 |                                 |                                 |                                 |                                 |                                 |                                 |                                 |                                 | 1500/1800/2000                  | 1500/1800/2000                  | 1500/1800/2000                  | 1500/1800/2000                  | 1500/1800/2000                  | 1500/1800/2000                  | 1500/1800/2000                  | 1500/1800/2000                  | 1500/1800/2000                  | 1500/1800/2000                  | 1500/1800/2000                  | 1500/1800/2000                  | E12                             | E12                             | E12                             | E12                             | E12                             | E12                             | E12                             | E12                             | E28                             | E28                             | E28                             | E28                             | E28                             | E28                             | E28                             | E34                             | E34                             | E34                             | E34                             | E34                             | E34                             | E34                             | E34                             | E39                             | E39                             | E39                             | E39                             | E39                             | E39                             | E39                             | E60-E62                         | E60-E62                         | E60-E62                         | E60-E62                         | E60-E62                         | E60-E62                         | E60-E62                         | F10                             | F10                             | F10                             | F10                             | F10                             | F10                             | G30                             | G30                             | G30                             | G30                             | G30                             | G30                             | G30                             | G60                             | G60                             |                                 |                                 |
| Hogere Middenklasse             | 5 GT                            |                                 |                                 |                                 |                                 |                                 |                                 |                                 |                                 |                                 |                                 |                                 |                                 |                                 |                                 |                                 |                                 |                                 |                                 |                                 |                                 |                                 |                                 |                                 |                                 |                                 |                                 |                                 |                                 |                                 |                                 |                                 |                                 |                                 |                                 |                                 |                                 |                                 |                                 |                                 |                                 |                                 |                                 |                                 |                                 |                                 |                                 |                                 |                                 |                                 |                                 |                                 |                                 |                                 |                                 |                                 |                                 |                                 |                                 | F07                             | F07                             | F07                             | F07                             | F07                             | F07                             |                                 |                                 |                                 |                                 |                                 |                                 |                                 |                                 |                                 |                                 |                                 |
| Topklasse                       | 7                               | 501/502/2.6/3.2/2600/3200       | 501/502/2.6/3.2/2600/3200       | 501/502/2.6/3.2/2600/3200       | 501/502/2.6/3.2/2600/3200       | 501/502/2.6/3.2/2600/3200       | 501/502/2.6/3.2/2600/3200       | 501/502/2.6/3.2/2600/3200       | 501/502/2.6/3.2/2600/3200       | 501/502/2.6/3.2/2600/3200       | 501/502/2.6/3.2/2600/3200       | 501/502/2.6/3.2/2600/3200       | 501/502/2.6/3.2/2600/3200       | 501/502/2.6/3.2/2600/3200       |                                 |                                 |                                 | E3                              | E3                              | E3                              | E3                              | E3                              | E3                              | E3                              | E3                              | E3                              | E3                              | E23                             | E23                             | E23                             | E23                             | E23                             | E23                             | E23                             | E23                             | E23                             | E32                             | E32                             | E32                             | E32                             | E32                             | E32                             | E32                             | E32                             | E38                             | E38                             | E38                             | E38                             | E38                             | E38                             | E65/E66                         | E65/E66                         | E65/E66                         | E65/E66                         | E65/E66                         | E65/E66                         | E65/E66                         | F01/F02                         | F01/F02                         | F01/F02                         | F01/F02                         | F01/F02                         | F01/F02                         | F01/F02                         | G11                             | G11                             | G11                             | G11                             | G11                             | G11                             | G11                             | G70                             | G70                             | G70                             |                                 |                                 |
| Coupé                           | 2                               |                                 |                                 |                                 |                                 |                                 |                                 |                                 |                                 |                                 |                                 |                                 |                                 |                                 |                                 |                                 |                                 |                                 |                                 |                                 |                                 |                                 |                                 |                                 |                                 |                                 |                                 |                                 |                                 |                                 |                                 |                                 |                                 |                                 |                                 |                                 |                                 |                                 |                                 |                                 |                                 |                                 |                                 |                                 |                                 |                                 |                                 |                                 |                                 |                                 |                                 |                                 |                                 |                                 |                                 |                                 |                                 |                                 |                                 |                                 |                                 |                                 | F22                             | F22                             | F22                             | F22                             | F22                             | F22                             | F22                             | F22                             | G42                             | G42                             | G42                             | G42                             | G42                             | G42                             |
| Coupé                           | 4                               |                                 |                                 |                                 |                                 |                                 |                                 |                                 |                                 |                                 |                                 |                                 |                                 |                                 |                                 |                                 |                                 |                                 |                                 |                                 |                                 |                                 |                                 |                                 |                                 |                                 |                                 |                                 |                                 |                                 |                                 |                                 |                                 |                                 |                                 |                                 |                                 |                                 |                                 |                                 |                                 |                                 |                                 |                                 |                                 |                                 |                                 |                                 |                                 |                                 |                                 |                                 |                                 |                                 |                                 |                                 |                                 |                                 |                                 |                                 |                                 |                                 | F32                             | F32                             | F32                             | F32                             | F32                             | F32                             | F32                             | G22                             | G22                             | G22                             | G22                             | G22                             |                                 |                                 |
| Coupé                           | 4                               |                                 |                                 |                                 |                                 |                                 |                                 |                                 |                                 |                                 |                                 |                                 |                                 |                                 |                                 |                                 |                                 |                                 |                                 |                                 |                                 |                                 |                                 |                                 |                                 |                                 |                                 |                                 |                                 |                                 |                                 |                                 |                                 |                                 |                                 |                                 |                                 |                                 |                                 |                                 |                                 |                                 |                                 |                                 |                                 |                                 |                                 |                                 |                                 |                                 |                                 |                                 |                                 |                                 |                                 |                                 |                                 |                                 |                                 |                                 |                                 |                                 |                                 |                                 |                                 |                                 |                                 |                                 | i4 (G26)                        |                                 |                                 |                                 |                                 |                                 |                                 |                                 |
| Coupé                           | 6                               |                                 |                                 |                                 |                                 |                                 |                                 |                                 |                                 |                                 |                                 |                                 |                                 |                                 | 2000 CS                         | 2000 CS                         | 2000 CS                         | 2000 CS                         | E9                              | E9                              | E9                              | E9                              | E9                              | E9                              | E9                              | E24                             | E24                             | E24                             | E24                             | E24                             | E24                             | E24                             | E24                             | E24                             | E24                             | E24                             | E24                             | E24                             | E24                             |                                 |                                 |                                 |                                 |                                 |                                 |                                 |                                 |                                 |                                 |                                 |                                 |                                 |                                 | E63/E64                         | E63/E64                         | E63/E64                         | E63/E64                         | E63/E64                         | E63/E64                         | E63/E64                         | F12/F13                         | F12/F13                         | F12/F13                         | F12/F13                         | F12/F13                         | F12/F13                         | G32                             | G32                             | G32                             | G32                             | G32                             | G32                             | G32                             |                                 |                                 |                                 |
| Coupé                           | 8                               |                                 |                                 |                                 |                                 |                                 |                                 |                                 |                                 |                                 |                                 | 3200 CS                         | 3200 CS                         | 3200 CS                         |                                 |                                 | Glas 3000 V8                    | Glas 3000 V8                    |                                 |                                 |                                 |                                 |                                 |                                 |                                 |                                 |                                 |                                 |                                 |                                 |                                 |                                 |                                 |                                 |                                 |                                 |                                 |                                 | E31                             | E31                             | E31                             | E31                             | E31                             | E31                             | E31                             | E31                             | E31                             | E31                             | E31                             |                                 |                                 |                                 |                                 |                                 |                                 |                                 |                                 |                                 |                                 |                                 |                                 |                                 |                                 |                                 |                                 |                                 |                                 | G15                             | G15                             | G15                             | G15                             | G15                             | G15                             | G15                             |                                 |                                 |
| Roadsters                       | Z                               |                                 |                                 |                                 |                                 |                                 |                                 |                                 |                                 |                                 |                                 |                                 |                                 |                                 |                                 |                                 |                                 |                                 |                                 |                                 |                                 |                                 |                                 |                                 |                                 |                                 |                                 |                                 |                                 |                                 |                                 |                                 |                                 |                                 |                                 |                                 |                                 | Z1 (E30)                        | Z1 (E30)                        | Z1 (E30)                        | Z1 (E30)                        |                                 |                                 |                                 |                                 | Z3 (E36)                        | Z3 (E36)                        | Z3 (E36)                        | Z3 (E36)                        | Z3 (E36)                        | Z3 (E36)                        | Z3 (E36)                        | Z4 (E85/E86)                    | Z4 (E85/E86)                    | Z4 (E85/E86)                    | Z4 (E85/E86)                    | Z4 (E85/E86)                    | Z4 (E85/E86)                    | Z4 (E89)                        | Z4 (E89)                        | Z4 (E89)                        | Z4 (E89)                        | Z4 (E89)                        | Z4 (E89)                        | Z4 (E89)                        |                                 |                                 | Z4 (G29)                        | Z4 (G29)                        | Z4 (G29)                        | Z4 (G29)                        | Z4 (G29)                        | Z4 (G29)                        | Z4 (G29)                        |                                 |                                 |
| Roadsters                       | Z                               |                                 |                                 |                                 |                                 |                                 |                                 |                                 |                                 |                                 |                                 |                                 |                                 |                                 |                                 |                                 |                                 |                                 |                                 |                                 |                                 |                                 |                                 |                                 |                                 |                                 |                                 |                                 |                                 |                                 |                                 |                                 |                                 |                                 |                                 |                                 |                                 |                                 |                                 |                                 |                                 |                                 |                                 |                                 |                                 |                                 |                                 | Z8 (E52)                        |                                 |                                 |                                 |                                 |                                 |                                 |                                 |                                 |                                 |                                 |                                 |                                 |                                 |                                 |                                 |                                 |                                 |                                 |                                 |                                 |                                 |                                 |                                 |                                 |                                 |                                 |                                 |                                 |
| Sportwagens                     |                                 |                                 |                                 |                                 |                                 | 503/507                         | 503/507                         | 503/507                         | 503/507                         |                                 |                                 |                                 |                                 |                                 |                                 |                                 |                                 |                                 |                                 |                                 |                                 |                                 |                                 |                                 |                                 |                                 |                                 | M1                              | M1                              | M1                              | M1                              |                                 |                                 |                                 |                                 |                                 |                                 |                                 |                                 |                                 |                                 |                                 |                                 |                                 |                                 |                                 |                                 |                                 |                                 |                                 |                                 |                                 |                                 |                                 |                                 |                                 |                                 |                                 |                                 |                                 |                                 |                                 |                                 | i8 (I12/I15)                    | i8 (I12/I15)                    | i8 (I12/I15)                    | i8 (I12/I15)                    | i8 (I12/I15)                    | i8 (I12/I15)                    | i8 (I12/I15)                    |                                 |                                 |                                 |                                 |                                 |                                 |
| MPV                             | 2                               |                                 |                                 |                                 |                                 |                                 |                                 |                                 |                                 |                                 |                                 |                                 |                                 |                                 |                                 |                                 |                                 |                                 |                                 |                                 |                                 |                                 |                                 |                                 |                                 |                                 |                                 |                                 |                                 |                                 |                                 |                                 |                                 |                                 |                                 |                                 |                                 |                                 |                                 |                                 |                                 |                                 |                                 |                                 |                                 |                                 |                                 |                                 |                                 |                                 |                                 |                                 |                                 |                                 |                                 |                                 |                                 |                                 |                                 |                                 |                                 |                                 |                                 | F45/F46                         | F45/F46                         | F45/F46                         | F45/F46                         | F45/F46                         | F45/F46                         | F45/F46                         | F45/F46                         | U06                             | U06                             | U06                             |                                 |                                 |
| SUV                             | X1                              |                                 |                                 |                                 |                                 |                                 |                                 |                                 |                                 |                                 |                                 |                                 |                                 |                                 |                                 |                                 |                                 |                                 |                                 |                                 |                                 |                                 |                                 |                                 |                                 |                                 |                                 |                                 |                                 |                                 |                                 |                                 |                                 |                                 |                                 |                                 |                                 |                                 |                                 |                                 |                                 |                                 |                                 |                                 |                                 |                                 |                                 |                                 |                                 |                                 |                                 |                                 |                                 |                                 |                                 |                                 |                                 |                                 |                                 | E84                             | E84                             | E84                             | E84                             | E84                             | E84                             | F48                             | F48                             | F48                             | F48                             | F48                             | F48                             | U11                             | U11                             | U11                             |                                 |                                 |
| SUV                             | X1                              |                                 |                                 |                                 |                                 |                                 |                                 |                                 |                                 |                                 |                                 |                                 |                                 |                                 |                                 |                                 |                                 |                                 |                                 |                                 |                                 |                                 |                                 |                                 |                                 |                                 |                                 |                                 |                                 |                                 |                                 |                                 |                                 |                                 |                                 |                                 |                                 |                                 |                                 |                                 |                                 |                                 |                                 |                                 |                                 |                                 |                                 |                                 |                                 |                                 |                                 |                                 |                                 |                                 |                                 |                                 |                                 |                                 |                                 |                                 |                                 |                                 |                                 |                                 |                                 |                                 |                                 |                                 |                                 | iX1 (U11)                       |                                 |                                 |                                 |                                 |                                 |                                 |
| SUV                             | X2                              |                                 |                                 |                                 |                                 |                                 |                                 |                                 |                                 |                                 |                                 |                                 |                                 |                                 |                                 |                                 |                                 |                                 |                                 |                                 |                                 |                                 |                                 |                                 |                                 |                                 |                                 |                                 |                                 |                                 |                                 |                                 |                                 |                                 |                                 |                                 |                                 |                                 |                                 |                                 |                                 |                                 |                                 |                                 |                                 |                                 |                                 |                                 |                                 |                                 |                                 |                                 |                                 |                                 |                                 |                                 |                                 |                                 |                                 |                                 |                                 |                                 |                                 |                                 |                                 |                                 |                                 | F39                             | F39                             | F39                             | F39                             | F39                             | F39                             | U10                             |                                 |                                 |
| SUV                             | X2                              |                                 |                                 |                                 |                                 |                                 |                                 |                                 |                                 |                                 |                                 |                                 |                                 |                                 |                                 |                                 |                                 |                                 |                                 |                                 |                                 |                                 |                                 |                                 |                                 |                                 |                                 |                                 |                                 |                                 |                                 |                                 |                                 |                                 |                                 |                                 |                                 |                                 |                                 |                                 |                                 |                                 |                                 |                                 |                                 |                                 |                                 |                                 |                                 |                                 |                                 |                                 |                                 |                                 |                                 |                                 |                                 |                                 |                                 |                                 |                                 |                                 |                                 |                                 |                                 |                                 |                                 |                                 |                                 |                                 |                                 | iX2 (U10)                       |                                 |                                 |                                 |                                 |
| SUV                             | X3                              |                                 |                                 |                                 |                                 |                                 |                                 |                                 |                                 |                                 |                                 |                                 |                                 |                                 |                                 |                                 |                                 |                                 |                                 |                                 |                                 |                                 |                                 |                                 |                                 |                                 |                                 |                                 |                                 |                                 |                                 |                                 |                                 |                                 |                                 |                                 |                                 |                                 |                                 |                                 |                                 |                                 |                                 |                                 |                                 |                                 |                                 |                                 |                                 |                                 |                                 |                                 |                                 | E83                             | E83                             | E83                             | E83                             | E83                             | E83                             | E83                             | E83                             | F25                             | F25                             | F25                             | F25                             | F25                             | F25                             | G01                             | G01                             | G01                             | G01                             | G01                             | G01                             | G01                             |                                 |                                 |
| SUV                             | X3                              |                                 |                                 |                                 |                                 |                                 |                                 |                                 |                                 |                                 |                                 |                                 |                                 |                                 |                                 |                                 |                                 |                                 |                                 |                                 |                                 |                                 |                                 |                                 |                                 |                                 |                                 |                                 |                                 |                                 |                                 |                                 |                                 |                                 |                                 |                                 |                                 |                                 |                                 |                                 |                                 |                                 |                                 |                                 |                                 |                                 |                                 |                                 |                                 |                                 |                                 |                                 |                                 |                                 |                                 |                                 |                                 |                                 |                                 |                                 |                                 |                                 |                                 |                                 |                                 |                                 |                                 | iX3 (G08)                       |                                 |                                 |                                 |                                 |                                 |                                 |                                 |                                 |
| SUV                             | X4                              |                                 |                                 |                                 |                                 |                                 |                                 |                                 |                                 |                                 |                                 |                                 |                                 |                                 |                                 |                                 |                                 |                                 |                                 |                                 |                                 |                                 |                                 |                                 |                                 |                                 |                                 |                                 |                                 |                                 |                                 |                                 |                                 |                                 |                                 |                                 |                                 |                                 |                                 |                                 |                                 |                                 |                                 |                                 |                                 |                                 |                                 |                                 |                                 |                                 |                                 |                                 |                                 |                                 |                                 |                                 |                                 |                                 |                                 |                                 |                                 |                                 |                                 | F26                             | F26                             | F26                             | F26                             | G02                             | G02                             | G02                             | G02                             | G02                             | G02                             | G02                             |                                 |                                 |
| SUV                             | X5                              |                                 |                                 |                                 |                                 |                                 |                                 |                                 |                                 |                                 |                                 |                                 |                                 |                                 |                                 |                                 |                                 |                                 |                                 |                                 |                                 |                                 |                                 |                                 |                                 |                                 |                                 |                                 |                                 |                                 |                                 |                                 |                                 |                                 |                                 |                                 |                                 |                                 |                                 |                                 |                                 |                                 |                                 |                                 |                                 |                                 |                                 |                                 | E53                             | E53                             | E53                             | E53                             | E53                             | E53                             | E53                             | E70                             | E70                             | E70                             | E70                             | E70                             | E70                             | E70                             | F15                             | F15                             | F15                             | F15                             | F15                             | G05                             | G05                             | G05                             | G05                             | G05                             | G05                             | G05                             |                                 |                                 |
| SUV                             | X6                              |                                 |                                 |                                 |                                 |                                 |                                 |                                 |                                 |                                 |                                 |                                 |                                 |                                 |                                 |                                 |                                 |                                 |                                 |                                 |                                 |                                 |                                 |                                 |                                 |                                 |                                 |                                 |                                 |                                 |                                 |                                 |                                 |                                 |                                 |                                 |                                 |                                 |                                 |                                 |                                 |                                 |                                 |                                 |                                 |                                 |                                 |                                 |                                 |                                 |                                 |                                 |                                 |                                 |                                 |                                 |                                 | E71                             | E71                             | E71                             | E71                             | E71                             | E71                             | F16                             | F16                             | F16                             | F16                             | F16                             | F16                             | G06                             | G06                             | G06                             | G06                             | G06                             |                                 |                                 |
| SUV                             | X7                              |                                 |                                 |                                 |                                 |                                 |                                 |                                 |                                 |                                 |                                 |                                 |                                 |                                 |                                 |                                 |                                 |                                 |                                 |                                 |                                 |                                 |                                 |                                 |                                 |                                 |                                 |                                 |                                 |                                 |                                 |                                 |                                 |                                 |                                 |                                 |                                 |                                 |                                 |                                 |                                 |                                 |                                 |                                 |                                 |                                 |                                 |                                 |                                 |                                 |                                 |                                 |                                 |                                 |                                 |                                 |                                 |                                 |                                 |                                 |                                 |                                 |                                 |                                 |                                 |                                 |                                 | G07                             | G07                             | G07                             | G07                             | G07                             | G07                             | G07                             |                                 |                                 |
| SUV                             | iX                              |                                 |                                 |                                 |                                 |                                 |                                 |                                 |                                 |                                 |                                 |                                 |                                 |                                 |                                 |                                 |                                 |                                 |                                 |                                 |                                 |                                 |                                 |                                 |                                 |                                 |                                 |                                 |                                 |                                 |                                 |                                 |                                 |                                 |                                 |                                 |                                 |                                 |                                 |                                 |                                 |                                 |                                 |                                 |                                 |                                 |                                 |                                 |                                 |                                 |                                 |                                 |                                 |                                 |                                 |                                 |                                 |                                 |                                 |                                 |                                 |                                 |                                 |                                 |                                 |                                 |                                 |                                 |                                 |                                 | I20                             | I20                             | I20                             | I20                             |                                 |                                 |